# Capcom
Capcom Co., Ltd. (株式会社カプコン Kabushiki-gaisha Kapukon?) este o companie de jocuri video japoneză. A creat un număr de francize de jocuri video lăudate cu vânzări de multi-milioane, cu cele mai mari succese comerciale fiind Resident Evil, Monster Hunter, Street Fighter, Mega Man, Devil May Cry, Onimusha, Sengoku Basara, Dead Rising, Dragon's Dogma, Ace Attorney și Marvel vs. Capcom. Fondată în 1979, a devenit o întreprindere internațională cu filiale în Asia de Est (Hong Kong), Europa (Londra, Anglia) și America de Nord (San Francisco, California).

## Structura corporativă

### Divizii de dezvoltare
- Development Division 1
- Development Division 2

### Brațe și subsidiare

#### Prezente
- Capcom U.S.A., Inc.
- Capcom Asia Co., Ltd.
- Capcom Entertainment, Inc.
- CE Europe, Inc.
- CEG Interactive Entertainment GmbH
- Capcom Mobile
- Capcom Interactive, Inc.
- Blue Harvest LLC
- K2 Co., Ltd.
- Capcom Entertainment France, SAS
- Enterrise Co., Ltd.
- Capcom Taiwan Co., Ltd.
- Capcom Philippines Co., Ltd.
- Swordcanes Studio Co., Ltd.
- Minimum Studios Co., Ltd.
- Capcom Singapore Pte. Ltd.

#### Foste
- A.C.A. Co., Ltd.
- Status Co., Ltd.
- Captron Co., Ltd.
- Capcom Europe GmbH
- Capcom Mexico S.A. DE C.V.
- Capcom Coin-Op, Inc.
- Capcom Studio 8, Inc.
- Flagship Co., Ltd.
- Capcom Eurosoft, Ltd.
- Capcom Charbo Co., Ltd.
- Capcom Entertainment Korea Co., Ltd.
- Daletto Co., Ltd.
- Clover Studio Co., Ltd.
- Capcom Vancouver

### Media legate de jocuri
- SulePuter
- Captivate